# Side Effects (X-Wife)
Side Effects é o segundo álbum de estúdio da banda portuguesa X-Wife.
| Críticas profissionais                                                      | Críticas profissionais |
| Avaliações da crítica                                                       | Avaliações da crítica  |
| Fonte                                                                       | Avaliação              |
| --------------------------------------------------------------------------- | ---------------------- |
| Discodigital                                                                | (favorável)            |
| Esta tabela precisa de ser acompanhada por texto em prosa. Consulte o guia. |                        |

## Faixas
1. "Ping-Pong"
2. "Realize"
3. "When The Lights Turn Off"
4. "Panic"
5. "Bright Lights, Big City"
6. "Take The Honey And Run"
7. "Over"
8. "Turn It Up"
9. "Lost Lines"
10. "Hot Shot"
11. "Feel Connected"
12. "One Too Close To A Million"

## Créditos
- João Vieira (Dj Kitten) (voz/guitarra),
- Fernando Sousa (baixo),
- Rui Maia (Sintetizadores/ bateria/drum machine)